# Момотюк Дмитро Володимирович
Дмитро́ Володи́мирович Момотю́к (19 серпня 1991-24 серпня 2014) — солдат Збройних сил України, учасник російсько-української війни.

## Короткий життєпис
Народився 1991 року в селі Берег (Дубенський район, Рівненська область). Займався спортом, брав участь у районних змаганнях з легкої атлетики та футболу. Після 9 класів школи села Берег 2006 року вступив до Рівненського автотранспортного коледжу, спеціальність — обслуговування та ремонт автомобілів і двигунів. Проживав у селі Плоска; працював у ВАТ «Рівненська РМС».
2009 року почав службу в лавах ЗСУ. 2012 року помер його батько. В листопаді 2013-го одружився; того ж року звільнився з лав ЗСУ.
У часі війни в квітні 2014-го мобілізований — радіотелефоніст, 51-ша окрема механізована бригада.
Уночі проти 24 серпня загинув у бою під Кутейниковим — 3-й батальйон бригади опинився в оточенні Березне — Оленівка під постійним артилерійським обстрілом. Тоді ж загинув Роман Данилевич.
Похований у селі Берег Дубенського району 1 вересня 2014 року з військовими почестями. Берегівська школа на його честь зробила останній дзвоник.
Без Дмитра лишились мама, старші брат та сестра, дружина.

## Нагороди та вшанування
За особисту мужність і героїзм, виявлені у захисті державного суверенітету та територіальної цілісності України, вірність військовій присязі під час російсько-української війни, відзначений — нагороджений
- 27 червня 2015 року — орденом «За мужність» III ступеня.
- Його портрет розміщений на меморіалі «Стіна пам'яті полеглих за Україну» у Києві: секція 3, ряд 9, місце 8
- Вшановується 25 серпня на щоденному ранковому церемоніалі вшанування українських захисників, які загинули цього дня у різні роки внаслідок російської збройної агресії[1]
- Пам'ятну дошку Дмитру Момотюку відкрили та освятили на фасаді Берегівського навчально-виховного комплексу